# Sara Stewart
Sara Stewart, nata Sara Scott Griffith (Edimburgo, 28 giugno 1966), è un'attrice scozzese, conosciuta per aver interpretato il ruolo di Stella in Sugar Rush.

## Biografia
Nata in Scozia da genitori americani, Sara Stewart visse negli Stati Uniti, fin quando non fu ammessa alla Central School of Speech and Drama di Londra.
 
Vive a Twickenham ed è sposata con l'attore Aden Gillett, con il quale ha due figli.

## Carriera

### Teatro
Nata come attrice teatrale, Sara Stewart ha recitato in diversi spettacoli messi in scena a Londra. Tra questi, Present Laughter (2007-2008) e The Hour We Knew Nothing Of Each Other di Noël Coward, al National Theatre, The Pain and the Itch (2007) al Royal Court Theatre e Proof (2002) alla Donmar Warehouse. Ha interpretato, inoltre, Natalya Petrovna in A Month in the Country di Ivan Turgenev, messo in scena dalla Royal Shakespeare Company. 

### Televisione
Per quanto riguarda invece apparizioni televisive, l'attrice vi è approdata nel 1992 nell'episodio Ring of Deceit della serie televisiva scozzese Taggart, nel quale ha interpretato la giornalista televisiva Alison Bain, al fianco di Mark McManus. A seguire, ha recitato in Wire In The Blood, Life Begins, Monarch of the Glen, Rebus e NCS: Manhunt. Ha interpretato Heather Lane in Auf Wiedersehen, Pet, Carolyn Armitage in Midsomer Murders, Hope Hendrick in Mayo, Kathryn MacKenzie in Holby City, Martine Phillips in Jack Frost, Lulu Questor in New Tricks e Francine Bailey in The House of Eliott. Ha recitato nel ruolo fisso dell'assistente di produzione Jenny, nella prima stagione della serie Drop The Dead Donkey. Ha fatto inoltre diverse apparizioni in singoli episodi di alcune serie, quali Man Behaving Badly nel ruolo di un'amica di Deborah, nell'episodio Towers of Silence di Waking the Dead e nell'episodio Helping Hansi della terza stagione di Hetty Wainthropp Investigates (1998). Per quanto riguarda i suoi ruoli più recenti, nel 2007 ha interpretato Davina, la sorella dello sceriffo di Nottingham in Sister Hood, l'episodio pilota della seconda stagione della serie televisiva Robin Hood (2007). Precedentemente, nel 2005, aveva ottenuto il ruolo di Stella nella serie Sugar Rush, e quello della transessuale Gaynor in un episodio di Ashes to Ashes della BBC. Ha recitato anche in The Take, adattamento di Sky1 del romanzo omonimo di Martina Cole.

### Cinema
La carriera cinematografica di Sara Stewart è leggermente meno importante di quella teatrale o televisiva. I film ai quali ha partecipato includono The Road to Guantanamo, A Cock and Bull Story, Batman Begins, London Voodoo, The Winslow Boy e La mia regina.

## Filmografia parziale
- Poirot (Agatha Christie's Poirot) – serie TV, episodio 4x03 (1992)
- L'ispettore Barnaby (Midsomer Murders) – serie TV, episodi 9x07-16x04 (2010-2014)
- Jo – serie TV, episodio 1x05 (2013)
- L'ispettore Dalgliesh (Dalgliesh) – serie TV, episodio 2x03 (2023)